# Шарль Франсуа Антуан Моррен

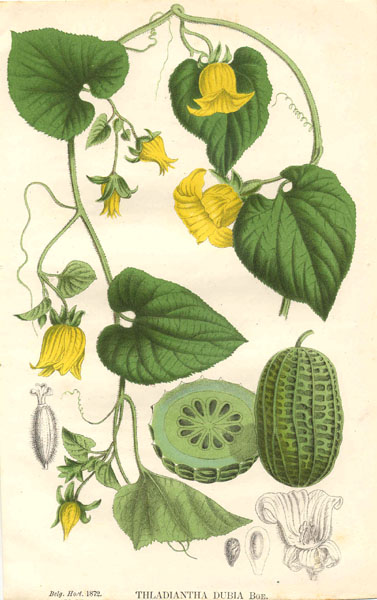
Thladiantha dubia. Ілюстрація з журналу La Belgique Horticole

Шарль Франсуа Антуан Моррен (фр. Charles François Antoine Morren, 1807–1858) — бельгійський ботанік, професор ботаніки та садівник.

## Біографія
Шарль Франсуа Антуан Моррен народився 3 березня 1807 року у місті Гент, Бельгія.
З 1831 до 1835 він викладав в університеті Гента. В цей же час він вивчав медицину. Моррен був директором Ботанічного саду університету Льєжа та професором ботаніки.
Шарль Франсуа Антуан Моррен був батьком Шарля Жака Едуарда Моррена (1833–1886). Шарль Франсуа Антуан та його син Шарль Жак Едуард випускали журнал La Belgique Horticole. В цілому було опубліковано 35 томів у період з 1851 по 1885 рік.
Шарль Франсуа Антуан Моррен помер 17 грудня 1858 року.

## Наукова діяльність
Шарль Франсуа Антуан Моррен спеціалізувався на насіннєвих рослинах.

## Публікації
- Morren, C. (1838) Recherches sur le mouvement et l'anatomie du Stylidium graminifolium. Mem. Acad. Roy. Scien. et belles lett., Brux.
- Morren, C. (1853) Souvenirs phénologiques de l'hiver 1852–1853. Bulletin de l'Académie royale des Sciences, des Lettres et des Beaux-Arts de Belgique. Tome XX, 1e partie, pp. 160–186.